# Bureau central de coordination
Le Bureau central de coordination (B.Ce.Co) est un service public placé sous la tutelle du Ministère des Finances de la République démocratique du Congo. Il a pour mission principale de gérer les projets et programmes sous financement propre ou des bailleurs des fonds, bi et multilatéraux.
Il est basé à Kinshasa et dispose d’un bureau de liaison à Lubumbashi, la deuxième ville du pays. Il est dirigé par un directeur général sous l’autorité d’un comité de pilotage.
Le Bureau central de coordination est la première agence d’exécution des projets de développement de la République démocratique du Congo mise en place après la reprise de la coopération avec le Fonds monétaire international (FMI) et la Banque mondiale (BM). Elle a été créée par le décret présidentiel n° 039/2001 du 8 août 2001.  La mise en place du B.Ce.Co  est apparue comme une réponse et un instrument de partenariat entre les bailleurs de fonds et les autorités de la République démocratique du Congo dans la gestion, le financement et l’exécution des projets sectoriels et multisectoriels.
À la suite de la reprise de la coopération avec les institutions financières internationales notamment la Banque mondiale en 2001, le Bureau central de coordination a géré la composante sociale, pour une valeur d’environ 139.214.000 USD, du plus grand programme d’urgence que le pays n’ait jamais connu, à savoir le Programme multisectoriel d’urgence de réhabilitation et de reconstruction (PMURR) dont le financement total s'est situé aux environs de 700 millions de dollars américains.

Son ancien directeur général, Augustin Matata Ponyo est le Premier-Ministre de la République démocratique du Congo depuis 2012 après un passage à la tête du Ministère des Finances (2010-2012).

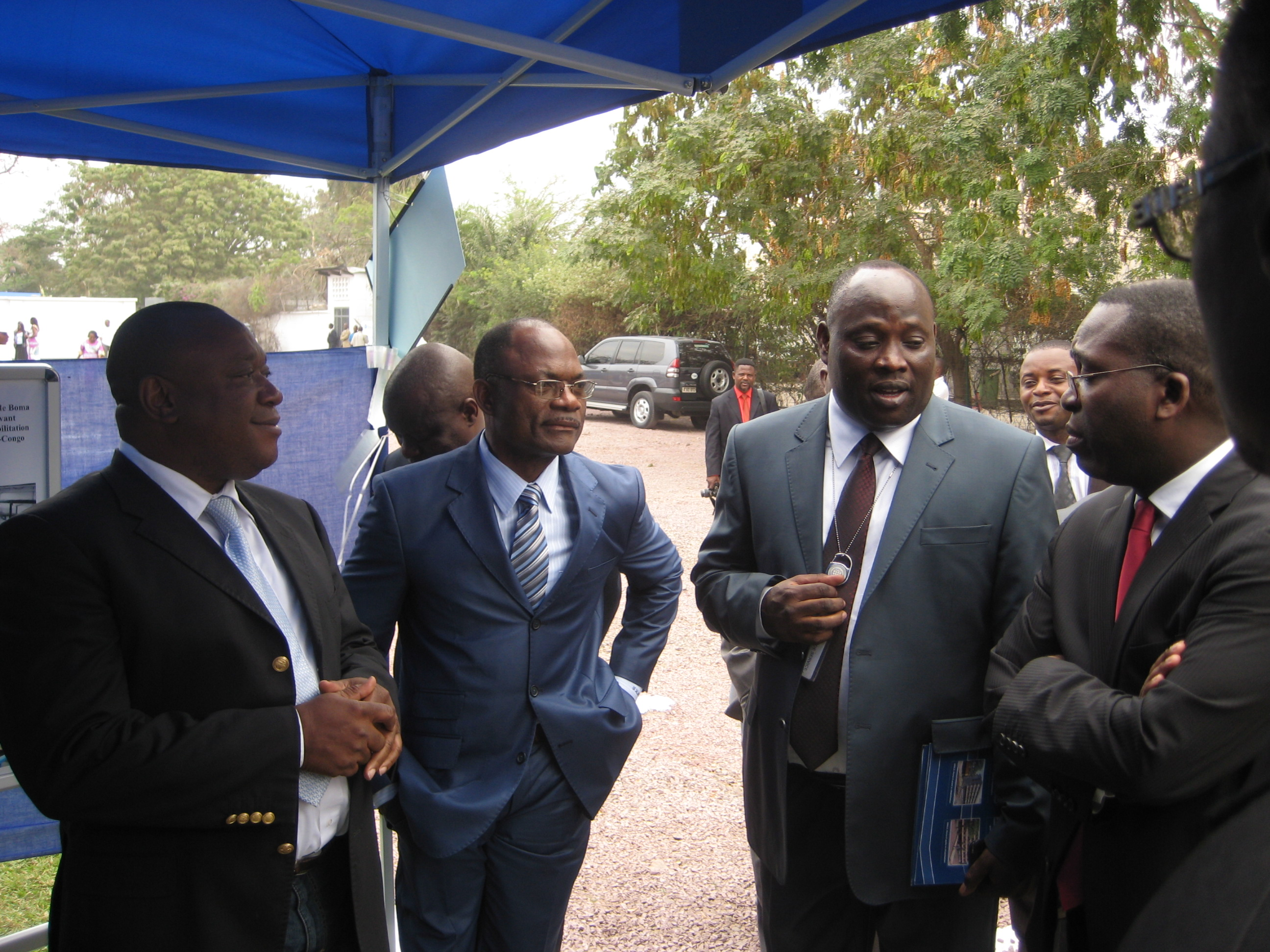
De droite à Gauche: Le Premier Ministre Matata Ponyo (alors Ministre des Finances), le directeur général, le directeur technique et le chef de division de la passation des marchés du B.Ce.Co

## Fonctionnement
Le B.Ce.Co est dirigé par un directeur général. Il est assisté d’un comité de direction élargi (CDE) comprenant un directeur technique, un directeur administratif et financier, un directeur de l’audit interne, du coordonnateur de l'unité d'exécution des projets de la BAD (UEP-BAD) et le chef de la division de passation des marchés. Le CDE gère au quotidien les activités liées à l’exécution technique et financière des projets ainsi qu’à la passation des marchés.
Le comité de pilotage est l’instance d’orientation stratégique du B.Ce.Co. Il est composé de quatre délégués : un délégué de la tutelle (Ministère des Finances) qui en assure la présidence, un délégué du Ministère du plan et du suivi de la mise en œuvre de la révolution de la modernité qui en est le vice-président et de deux délégués de la Présidence de la République. Le directeur général en est le secrétaire.

## Organisation administrative
- Une direction générale : Division d’appui à la direction générale incluant une unité organisationnelle de contrôle de gestion et informatique (UOCGI) ; Division de passation des marchés
- Une direction technique  avec une Division des programmes ;
- Une direction administrative et financière avec trois divisions (comptabilité et finances, contrôle et vérification des dépenses et administration et gestion des ressources humaines) ;
- Une direction de l’audit interne.

Le B.Ce.Co emploie 68 personnes et recourt également à des consultants extérieurs.

## Projets et programmes
Depuis sa création en 2001, le volume des projets gérés par le B.Ce.Co a dépassé le milliard de dollars. Les bailleurs de fonds de ces projets sont la Banque Mondiale, la Banque Africaine de Développement, la BADEA& OFID, l’Union Européenne et le Gouvernement de la République Démocratique du Congo.
Actuellement, il existe plusieurs catégories de projets gérés au B.Ce.Co :
- Projets sous gestion totale :

| Acronyme                              | Libellé                                                                              | Bailleur                          |
| ------------------------------------- | ------------------------------------------------------------------------------------ | --------------------------------- |
| BADEA Education                       | Banque Arabe pour le Développement Economique en Afrique-Education                   | BADEA & OFID                      |
| BADEA Riziculture                     | Banque Arabe pour le Développement Economique en Afrique-Riziculture                 | BADEA & OFID                      |
| BADEA Santé                           | Banque Arabe pour le Développement Economique en Afrique-Santé                       | BADEA & OFID                      |
| IDF-Société civile                    | Institutional Development Fund-Société civile                                        | Banque Mondiale                   |
| INTER-GOUV                            | Interventions du Gouvernement                                                        | Gouvernement de la RD Congo       |
| PAPDDS                                | Projet d’Appui au Plan Directeur du Développement Sanitaire de la Province Orientale | Banque Africaine de Développement |
| Programme des projets sociaux PPTE-PA | Programme lié à l’atteinte du point d’achèvement de l’initiative PPTE                | Gouvernement de la RD Congo       |
| PRRIS                                 | Projet de Réhabilitation et de Reconstruction des Infrastructures Scolaires          | Gouvernement de la RD Congo       |
| PUAACV                                | Projet d’Urgence d’Appui à l’Amélioration des Conditions de Vie                      | Banque Mondiale                   |

- Assistance technique :

| Acronyme | Libellé                                                                                           | Bailleur                                                                                 |
| -------- | ------------------------------------------------------------------------------------------------- | ---------------------------------------------------------------------------------------- |

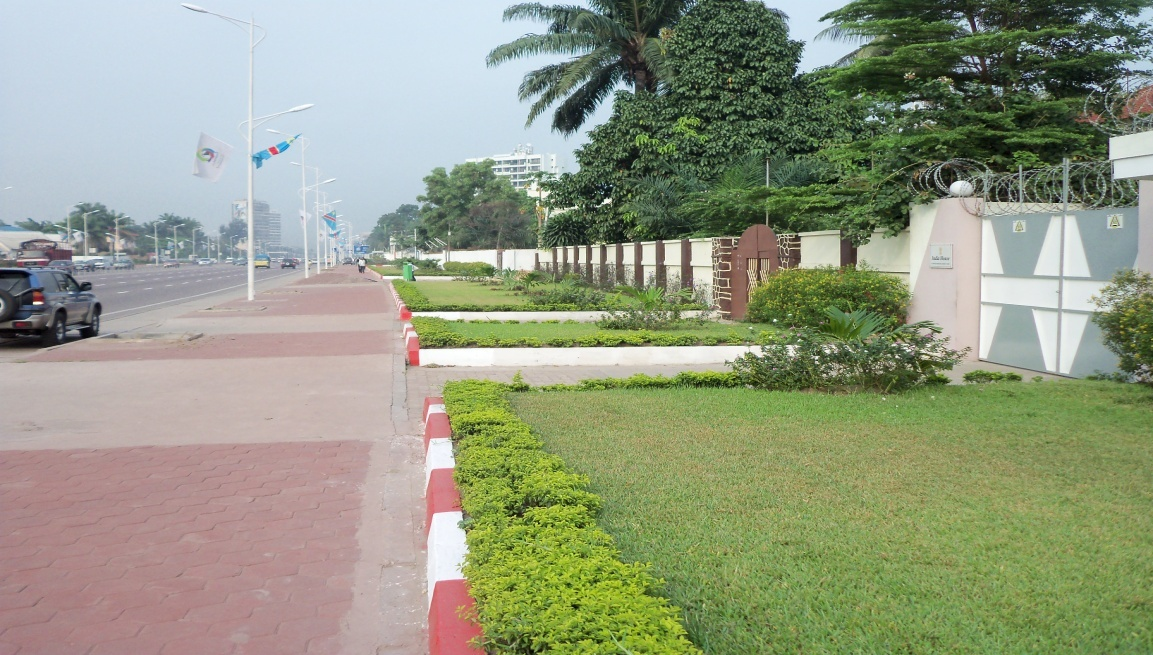
Embellissement du boulevard du 30 juin

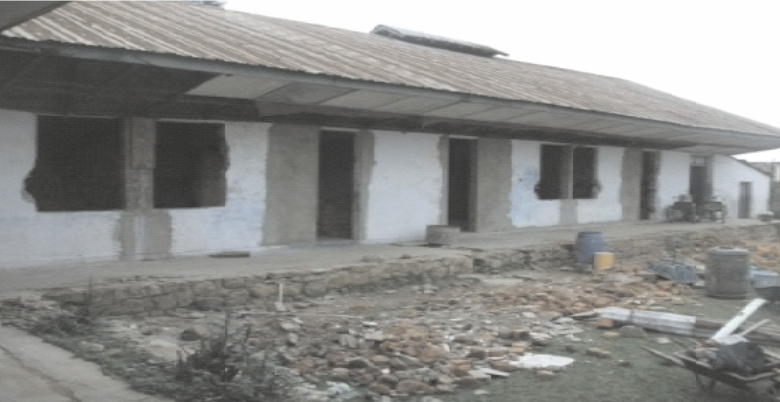
Centre social de Mbanza-Ngungu en pleine réhabilitation

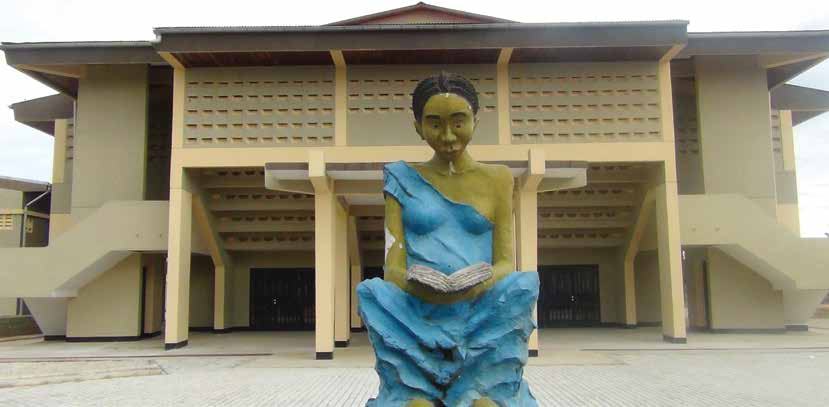
Amphithéâtre de l'Université de Kisangani réhabilité par le B.Ce.Co sur fonds PPTE (Pays Pauvres Très Endettés)

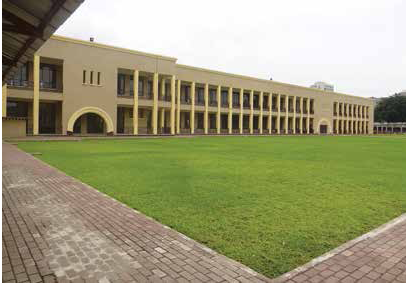
Une vue de l'Institut de la Gombe (ex. Athénée de Kalina) réhabilité

| PMEDE    | Projet de Développement des Marchés d’Electricité pour la consommation Domestique et à l’Export   | Banque Mondiale, Banque Africaine de Développement et Banque Européenne d’Investissement |
| SAPMP    | Southern African Power Market Project                                                             | Banque Mondiale                                                                          |
| PRC-GAP  | Projet de Renforcement de Capacités de gestion des fonctions de base de l’Administration Publique | Banque Mondiale                                                                          |

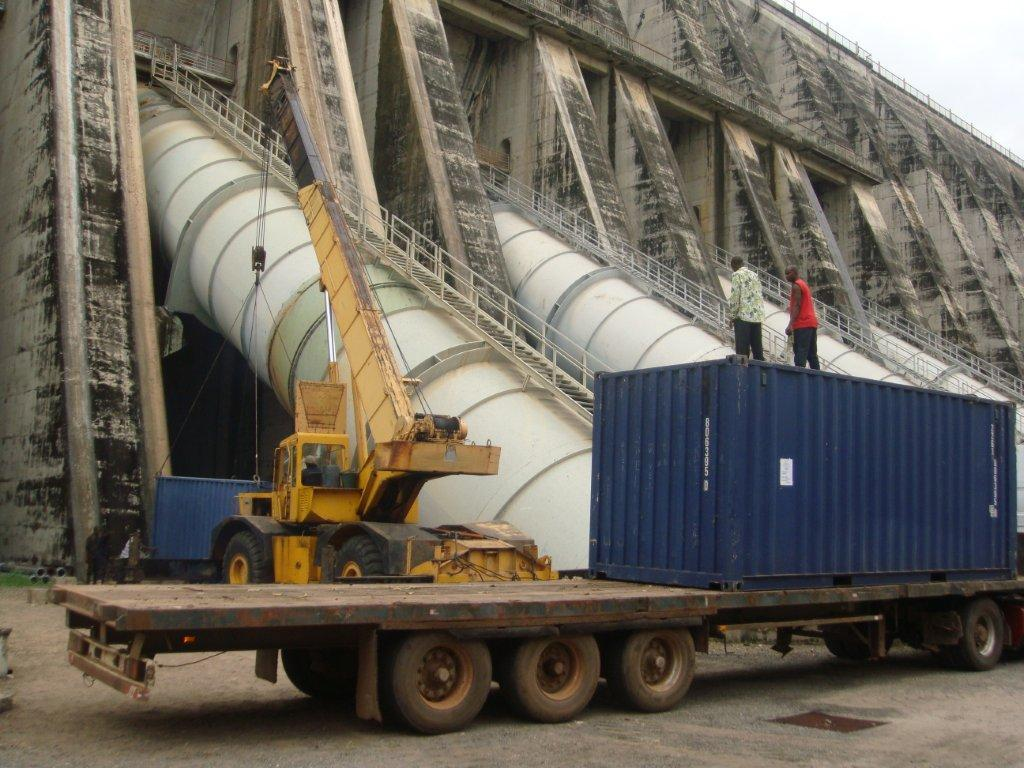
Passation des marchés pour la réhabilitation des turbines des centrales hydroélectriques d'Inga

- Projet sous gestion de la passation des marchés :

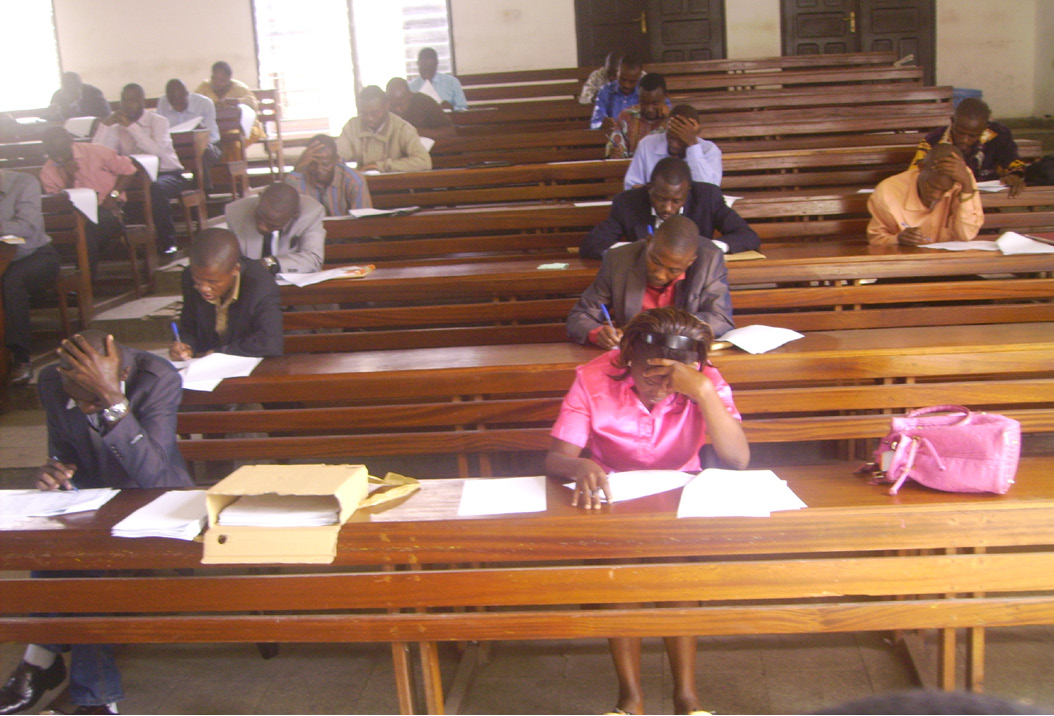
Programme de rajeunissement de l'administration publique de la RD Congo

| Acronyme | Libellé                                                   | Bailleur        |
| -------- | --------------------------------------------------------- | --------------- |
| PREPAN   | Projet réhabilitation du réseau des parcs nationaux       | Banque Mondiale |
| PARSS    | Projet d’Appui à la Réhabilitation du Secteur de la Santé | Banque Mondiale |

- Projet sous gestion fiduciaire :

| Ancronyme | Libellé                                             | Bailleur        |
| --------- | --------------------------------------------------- | --------------- |
| PDPC      | Projet de Développement des Pôles de Croissance/PPF | Banque Mondiale |

## Liste des directeurs généraux
- Patrice Dibobol Kit Mut (août 2001 – mars 2003)
- Placide Mbuyu Banze (mars 2003 – septembre 2003)
- Augustin Matata Ponyo (octobre 2003 – février 2010)
- Théophile Matondo Mbungu (mars 2010 - Juin 2021)
- Gaspard Kabongo Mukise (Juillet 2021 - février 2022)
- Jean Mabi Mulumba (Février 2022 - )